# 科爾氏美洲原銀漢魚
科爾氏美洲原銀漢魚，為輻鰭魚綱銀漢魚目擬銀漢魚科的其中一種，分布於中美洲墨西哥猶加敦淡水流域，為熱帶魚類，體長可達4.2公分，生活習性不明。